# Чемпионат Беларуси по боксу
Чемпионат Белоруссии по боксу — спортивное соревнование по боксу среди любителей, ежегодно проводимое Белорусской федерацией бокса с 1993 года.

## Чемпионат Белоруссии по боксу среди мужчин и женщин
| Год  | Чемпионат                          | Место проведения              | Дата          | Примечание                 |
| ---- | ---------------------------------- | ----------------------------- | ------------- | -------------------------- |
| 2005 | Чемпионат Белоруссии по боксу 2005 |                               |               |                            |
| 2006 | Чемпионат Белоруссии по боксу 2006 | Брест, Брестская область      |               | [ 1 ]                      |
| 2007 | Чемпионат Белоруссии по боксу 2007 | Могилёв, Могилёвская область  |               | [ 2 ]                      |
| 2008 | Чемпионат Белоруссии по боксу 2008 |                               |               |                            |
| 2009 | Чемпионат Белоруссии по боксу 2009 |                               |               |                            |
| 2010 | Чемпионат Белоруссии по боксу 2010 |                               |               |                            |
| 2011 | Чемпионат Белоруссии по боксу 2011 | Могилёв, Могилёвская область  |               |                            |
| 2012 | Чемпионат Белоруссии по боксу 2012 | Минск                         | ? — 3 ноября  | [ 3 ]                      |
| 2013 | Чемпионат Белоруссии по боксу 2013 | Витебск, Витебская область    |               | [ 4 ]                      |
| 2014 | Чемпионат Белоруссии по боксу 2014 |                               |               |                            |
| 2015 | Чемпионат Белоруссии по боксу 2015 | Молодечно, Минская область    | 7—11 апреля   | [ 5 ]                      |
| 2016 | Чемпионат Белоруссии по боксу 2016 | Гомель, Гомельская область    | 24—29 октября | [ 6 ] [ 7 ]                |
| 2017 | Чемпионат Белоруссии по боксу 2017 | Орша, Витебская область       | 3—8 апреля    | [ 8 ]                      |
| 2018 | Чемпионат Белоруссии по боксу 2018 | Минск                         | 10—14 апреля  | [ 9 ] [ 10 ] [ 11 ] [ 12 ] |
| 2019 | Чемпионат Белоруссии по боксу 2019 | Гомель, Гомельская область    | 1—6 апреля    | [ 13 ]                     |
| 2020 | Чемпионат Белоруссии по боксу 2020 | Молодечно, Минская область    | 6—10 октября  |                            |
| 2021 | Чемпионат Белоруссии по боксу 2021 | Бобруйск, Могилёвская область | 6—11 сентября |                            |
| 2022 | Чемпионат Белоруссии по боксу 2022 | Гомель, Гомельская область    | 17—19 марта   |                            |
| 2023 | Чемпионат Белоруссии по боксу 2023 | Молодечно, Минская область    | 13—18 марта   | [ 14 ]                     |